# Liste von Terroranschlägen im Jahr 1988
Die Liste von Terroranschlägen im Jahr 1988 enthält eine unvollständige Auswahl von Terroranschlägen, die im Jahr 1988 passierten. Attentate werden gesondert in der Liste bekannter Attentate behandelt. Die Liste von Sprengstoffanschlägen listet auch nichtterroristische Anschläge. Die Liste von Flugzeugentführungen enthält eine Liste mit meist terroristischem Hintergrund. Im Artikel Rechtsterrorismus werden weitere terroristische Anschläge aufgezählt.

## Erläuterung
In der Spalte Politische Ausrichtung ist die politische bzw. weltanschauliche Einordnung der Täter angegeben: faschistisch, rassistisch, nationalistisch, nationalsozialistisch, sozialistisch, kommunistisch, antiimperialistisch, islamistisch (schiitisch, sunnitisch, deobandisch, salafistisch, wahhabitisch), hinduistisch. Bei vorrangig auf staatliche Unabhängigkeit oder Autonomie zielender Ausrichtung ist autonomistisch vorangestellt, gefolgt von der Region oder der Volksgruppe und ggf. weiteren Merkmalen der Täter: armenisch, irisch (katholisch), kurdisch, tirolisch, tschetschenisch, dagestanisch, punjabisch (sikhistisch), palästinensisch.
Die Opferzahlen der Anschläge werden farbig dargestellt:

## Januar
| Datum/Beginn    | Betroffenes Land | Anschlag              | Täter                            | Politische Ausrichtung                                        | Mittel                                   | Ziel                       | Tote | Verletzte | Hintergrund                                          |
| --------------- | ---------------- | --------------------- | -------------------------------- | ------------------------------------------------------------- | ---------------------------------------- | -------------------------- | ---- | --------- | ---------------------------------------------------- |
| 01. Januar 1988 | Mosambik         | Anschlag nahe Maputo  | Resistência Nacional Moçambicana | nationalistisch, konservativ                                  | Automatische Schusswaffe(n), Sprengstoff | Zug                        | 22   | 71        | Mosambikanischer Bürgerkrieg                         |
| 08. Januar 1988 | Peru             | Anschlag in Ayacucho  | Leuchtender Pfad                 | marxistisch-leninistisch-maoistisch                           | Automatische Schusswaffe(n)              | Dorf                       | 24   | 0         | Bewaffneter Konflikt in Peru                         |
| 10. Januar 1988 | Myanmar          | Anschlag in Rangun    | Karen-Extremisten                |                                                               |                                          | Zug                        | 8    | 38        | Bewaffnete Konflikte in Myanmar                      |
| 10. Januar 1988 | Philippinen      | Anschlag in Kalinga   | NPA                              | marxistisch-leninistisch-maoistisch                           | Automatische Schusswaffe(n)              | Militäreinheit             | 28   | 0         | Kommunistischer Revolutionskampf auf den Philippinen |
| 10. Januar 1988 | Peru             | Anschlag in Ayacucho  | Leuchtender Pfad                 | marxistisch-leninistisch-maoistisch                           | Automatische Schusswaffe(n)              | Dorf                       | 26   | 0         | Bewaffneter Konflikt in Peru                         |
| 11. Januar 1988 | Peru             | Anschlag in Ayacucho  | Leuchtender Pfad                 | marxistisch-leninistisch-maoistisch                           | Automatische Schusswaffe(n)              | Selbstverteidigungseinheit | 20   | 0         | Bewaffneter Konflikt in Peru                         |
| 15. Januar 1988 | Indien           | Anschlag in Kurseong  | GNLF                             | autonomistisch                                                | Automatische Schusswaffe(n)              | Polizeieinheit             | 1    | 34        |                                                      |
| 15. Januar 1988 | El Salvador      | Anschlag in Usulután  | FMLN                             | marxistisch-leninistisch                                      | Automatische Schusswaffe(n)              | Militärstützpunkt          | 0    | 27        | Salvadorianischer Bürgerkrieg                        |
| 26. Januar 1988 | Pakistan         | Anschlag in Mingora   |                                  |                                                               | Sprengstoff                              | Bus                        | 9    | 27        |                                                      |
| 29. Januar 1988 | Kolumbien        | Anschlag in Antioquia | EPL                              | kommunistisch, anti-revisionistisch, marxistisch-leninistisch | Automatische Schusswaffe(n)              | Militäreinheit             | 30   | 0         | Bewaffneter Konflikt in Kolumbien                    |

## Februar
| Datum/Beginn     | Betroffenes Land | Anschlag                  | Täter                            | Politische Ausrichtung                  | Mittel                                  | Ziel                 | Tote | Verletzte | Hintergrund                                          |
| ---------------- | ---------------- | ------------------------- | -------------------------------- | --------------------------------------- | --------------------------------------- | -------------------- | ---- | --------- | ---------------------------------------------------- |
| 11. Februar 1988 | Myanmar          | Anschlag in Rangun        | KIA                              | nationalistisch, föderalistisch         | Sprengstoff                             | Schule               | 12   | 133       | Bewaffnete Konflikte in Myanmar                      |
| 12. Februar 1988 | Philippinen      | Anschlag in Cebu City     | NPA                              | marxistisch-leninistisch-maoistisch     | Automatische Schusswaffe(n), Granate(n) | Polizeifahrzeug      | 0    | 30        | Kommunistischer Revolutionskampf auf den Philippinen |
| 17. Februar 1988 | El Salvador      | Anschlag in Usulután      | FMLN                             | marxistisch-leninistisch                | Automatische Schusswaffe(n)             | Militärhauptquartier | 45   | 0         | Salvadorianischer Bürgerkrieg                        |
| 19. Februar 1988 | Indien           | Anschlag in Gurdaspur     |                                  |                                         | Sprengstoff                             | Gericht              | 2    | 30        |                                                      |
| 19. Februar 1988 | Namibia          | Anschlag in Oshakati      | SWAPO                            | marxistisch-leninistisch                | Autobombe                               | Bank                 | 15   | 24        | Namibischer Befreiungskampf                          |
| 19. Februar 1988 | Mosambik         | Anschlag in Zambezia      | Resistência Nacional Moçambicana | nationalistisch, konservativ            | Automatische Schusswaffe(n)             | Militäreinheit       | 35   | 0         | Mosambikanischer Bürgerkrieg                         |
| 21. Februar 1988 | Guatemala        | Anschlag in Quiché        | EGP                              | kommunistisch, marxistisch-leninistisch |                                         | Militärposten        | 0    | 20        | Guatemaltekischer Bürgerkrieg                        |
| 23. Februar 1988 | Uganda           | Anschlag im Norden        | Holy Spirit Movement             | christlich-synkretistisch               | Automatische Schusswaffen               | Militäreinheit       | 50   | 0         |                                                      |
| 25. Februar 1988 | Guatemala        | Anschlag in Chimaltenango | URNG                             | kommunistisch, marxistisch-leninistisch | Automatische Schusswaffe(n), Mörser     | Militärstützpunkt    | 37   | 0         | Guatemaltekischer Bürgerkrieg                        |

## März
| Datum/Beginn  | Betroffenes Land       | Anschlag                   | Täter                                     | Politische Ausrichtung              | Mittel                                     | Ziel                                    | Tote | Verletzte | Hintergrund                       |
| ------------- | ---------------------- | -------------------------- | ----------------------------------------- | ----------------------------------- | ------------------------------------------ | --------------------------------------- | ---- | --------- | --------------------------------- |
| 01. März 1988 | Deutschland            | Anschlag in Rosbach        | Sympathisanten der Action Directe         | kommunistisch, antiimperialistisch  | Brandstiftung                              | Niederlassung der Renault-Landmaschinen | 0    | 0         |                                   |
| 03. März 1988 | Indien                 | Anschlag in Uttar Pradesh  |                                           |                                     | Automatische Schusswaffe(n)                | Versammlung                             | 32   | 38        |                                   |
| 03. März 1988 | Bangladesch            | Anschlag in Dhaka          |                                           |                                     | Pistole                                    | Wahllokal                               | 2    | 20        |                                   |
| 04. März 1988 | Kolumbien              | Anschlag in Antioquia      | National Socialist Civic Workers Movement |                                     | Automatische Schusswaffe(n)                | Arbeiter                                | 21   | 0         | Bewaffneter Konflikt in Kolumbien |
| 05. März 1988 | Sri Lanka              | Anschlag in der Ostprovinz |                                           |                                     | Landmine                                   | Lastwagen                               | 18   | 23        | Bürgerkrieg in Sri Lanka          |
| 08. März 1988 | Mosambik               | Anschlag in Maputo         |                                           |                                     | Automatische Schusswaffe(n), Landmine      | Zug                                     | 11   | 29        | Mosambikanischer Bürgerkrieg      |
| 11. März 1988 | Sri Lanka              | Anschlag nahe Trincomalee  | Singhalesische Extremisten                |                                     | Automatische Schusswaffe(n), Brandstiftung | Bus                                     | 22   | 0         | Bürgerkrieg in Sri Lanka          |
| 16. März 1988 | Vereinigtes Königreich | Anschlag in Belfast        | Michael Stone (UDA)                       | protestantisch-unionistisch         | Schusswaffen, Handgranaten                 | Beerdigung                              | 3    | 68        | Nordirlandkonflikt                |
| 17. März 1988 | Südafrika              | Anschlag in Krugersdorp    | African National Congress                 | nationalistisch, sozialdemokratisch | Autobombe                                  | Polizisten                              | 3    | 20        | Apartheid                         |
| 25. März 1988 | Bangladesch            | Anschlag in Rajshahi       |                                           |                                     | Sprengstoff                                | Messe                                   | 0    | 35        |                                   |
| 28. März 1988 | Österreich             | Anschlag in Wien           |                                           |                                     |                                            | Irakische Botschaft                     | 0    | 1         |                                   |

## April
| Datum/Beginn   | Betroffenes Land | Anschlag               | Täter            | Politische Ausrichtung              | Mittel                      | Ziel       | Tote | Verletzte | Hintergrund                  |
| -------------- | ---------------- | ---------------------- | ---------------- | ----------------------------------- | --------------------------- | ---------- | ---- | --------- | ---------------------------- |
| 08. April 1988 | Angola           | Anschlag in Luanda     |                  |                                     | Granate                     | Markt      | 1    | 52        | Bürgerkrieg in Angola        |
| 10. April 1988 | Afghanistan      | Anschlag in Faryab     |                  |                                     | Rakete                      | Flugzeug   | 29   | 0         | Krieg in Afghanistan         |
| 21. April 1988 | Peru             | Anschlag in Lima       | Leuchtender Pfad | marxistisch-leninistisch-maoistisch | Automatische Schusswaffe(n) | Bauern     | 20   | 0         | Bewaffneter Konflikt in Peru |
| 24. April 1988 | Libanon          | Anschlag in Tripoli    |                  |                                     | Autobombe                   | Markt      | 52   | 125       | Libanesischer Bürgerkrieg    |
| 27. April 1988 | Deutschland      | Anschlag in Hedemünden |                  |                                     | Sprengstoff                 | US-Militär | 1    | 0         |                              |

## Mai
| Datum/Beginn | Betroffenes Land       | Anschlag                   | Täter                       | Politische Ausrichtung                            | Mittel                                   | Ziel                 | Tote | Verletzte | Hintergrund                                          |
| ------------ | ---------------------- | -------------------------- | --------------------------- | ------------------------------------------------- | ---------------------------------------- | -------------------- | ---- | --------- | ---------------------------------------------------- |
| 01. Mai 1988 | Sri Lanka              | Anschlag in der Ostprovinz | LTTE                        | autonomistisch, tamilisch-sozialistisch           | Landmine                                 | Bus                  | 26   | 30        | Bürgerkrieg in Sri Lanka                             |
| 05. Mai 1988 | Philippinen            | Anschlag in Davao City     | NPA                         | marxistisch-leninistisch-maoistisch               | Sprengstoff                              | Passabwicklungsbüro  | 0    | 20        | Kommunistischer Revolutionskampf auf den Philippinen |
| 09. Mai 1988 | Indien                 | Anschlag in Panipat        | Sikh-Extremisten            |                                                   | Automatische Schusswaffe(n)              | Hochzeit             | 13   | 25        |                                                      |
| 10. Mai 1988 | Kolumbien              | Anschlag in Santander      |                             |                                                   | Sprengstoff                              | Restaurant           | 2    | 40        | Bewaffneter Konflikt in Kolumbien                    |
| 12. Mai 1988 | El Salvador            | Anschlag in Cabañas        | FMLN                        | marxistisch-leninistisch                          | Automatische Schusswaffe(n), Sprengstoff |                      | 25   | 17        | Salvadorianischer Bürgerkrieg                        |
| 14. Mai 1988 | Peru                   | Anschlag in Ayacucho       | Leuchtender Pfad            | marxistisch-leninistisch-maoistisch               | Automatische Schusswaffe(n), Sprengstoff | Militärkonvoi        | 12   | 20        | Bewaffneter Konflikt in Peru                         |
| 15. Mai 1988 | Vereinigtes Königreich | Anschlag in Belfast        | Protestantische Extremisten | protestantisch-unionistisch                       | Automatische Schusswaffe(n)              | Bar                  | 3    | 9         | Nordirlandkonflikt                                   |
| 19. Mai 1988 | Vereinigtes Königreich | Anschlag in Belfast        | IRA                         | autonomistisch, irisch-republikanisch, katholisch | Sprengstoff                              | Landwirtschaftsmesse | 0    | 12        | Nordirlandkonflikt                                   |
| 22. Mai 1988 | Indien                 | Anschlag in Ludhiana       | Sikh-Extremisten            |                                                   | Sprengstoff                              | Bahnhof              | 4    | 35        |                                                      |
| 22. Mai 1988 | Südafrika              | Anschlag in Soweto         |                             |                                                   | Sprengstoff                              | Parteitreffen        | 2    | 30        |                                                      |
| 25. Mai 1988 | Honduras               | Anschlag in La Paz         | FMLN                        | marxistisch-leninistisch                          | Automatische Schusswaffe(n)              | Militäreinheit       | 20   | 0         | Salvadorianischer Bürgerkrieg                        |
| 25. Mai 1988 | Südafrika              | Anschlag in Soweto         |                             |                                                   | Granate                                  | Kundgebung           | 2    | 38        |                                                      |
| 28. Mai 1988 | Vereinigtes Königreich | Anschlag in Cookstown      | IRA                         | autonomistisch, irisch-republikanisch, katholisch | Mörser                                   | Militärstützpunkt    | 0    | 13        | Nordirlandkonflikt                                   |
| 30. Mai 1988 | Indien                 | Anschlag in Amritsar       | Khalistan Liberation Force  | autonomistisch-sikhistisch                        | Sprengstoff                              | Hindu-Tempel         | 21   | 69        |                                                      |
| 30. Mai 1988 | Indien                 | Anschlag in Gurdaspur      | Khalistan Liberation Force  | autonomistisch-sikhistisch                        | Sprengstoff                              | Markt                | 5    | 28        |                                                      |
| 30. Mai 1988 | Libanon                | Anschlag in Beirut         |                             |                                                   | Autobombe                                | Regierungsgebäude    | 20   | 75        | Libanesischer Bürgerkrieg                            |

## Juni
| Datum/Beginn  | Betroffenes Land       | Anschlag                | Täter            | Politische Ausrichtung                                                                       | Mittel                      | Ziel               | Tote | Verletzte | Hintergrund                                          |
| ------------- | ---------------------- | ----------------------- | ---------------- | -------------------------------------------------------------------------------------------- | --------------------------- | ------------------ | ---- | --------- | ---------------------------------------------------- |
| 07. Juni 1988 | Libanon                | Anschlag in Beirut      | Hisbollah        | islamisch-nationalistisch, antizionistisch, antiimperialistisch, antiwestlich, antisemitisch | Autobombe                   | Kontrollpunkt      | 4    | 22        | Libanesischer Bürgerkrieg                            |
| 15. Juni 1988 | Vereinigtes Königreich | Anschlag in Lisburn     | PIRA             | autonomistisch, irisch-katholisch                                                            | Autobombe                   | Militärfahrzeug    | 6    | 11        | Nordirlandkonflikt                                   |
| 17. Juni 1988 | Philippinen            | Anschlag in Isabela     | NPA              | marxistisch-leninistisch-maoistisch                                                          | Automatische Schusswaffe(n) | Militäreinheit     | 32   | 0         | Kommunistischer Revolutionskampf auf den Philippinen |
| 18. Juni 1988 | Indien                 | Anschlag in Kurukshetra | Sikh-Extremisten |                                                                                              | Sprengstoff                 | Elektronikgeschäft | 14   | 30        |                                                      |
| 20. Juni 1988 | Indien                 | Anschlag in Neu-Delhi   | Sikh-Extremisten |                                                                                              | Sprengstoff                 | Gemüsemarkt        | 3    | 20        |                                                      |
| 21. Juni 1988 | Indien                 | Anschlag in Amritsar    | Sikh-Extremisten |                                                                                              | Sprengstoff                 | Süßwarenladen      | 14   | 60        |                                                      |
| 27. Juni 1988 | Angola                 | Anschlag in Bié         | UNITA            | konservativ, angolanisch-nationalistisch, christlich-demokratisch, maoistisch                | Automatische Schusswaffe(n) | Militäreinheit     | 9    | 49        | Bürgerkrieg in Angola                                |
| 28. Juni 1988 | Deutschland            | Anschlag in Hamburg     |                  |                                                                                              | Sprengstoff                 | Videothek          | 0    | 1         |                                                      |
| 28. Juni 1988 | Indien                 | Anschlag in Assam       | ULFA             | autonomistisch, assamesisch-nationalistisch, marxistisch, sozialistisch                      | Sprengstoff                 | Theater            | 7    | 60        | Assam-Konflikt                                       |

## Juli
| Datum/Beginn  | Betroffenes Land | Anschlag                      | Täter                     | Politische Ausrichtung                                                  | Mittel                      | Ziel                     | Tote | Verletzte | Hintergrund                           |
| ------------- | ---------------- | ----------------------------- | ------------------------- | ----------------------------------------------------------------------- | --------------------------- | ------------------------ | ---- | --------- | ------------------------------------- |
| 01. Juli 1988 | Libanon          | Anschlag in Beirut            |                           |                                                                         | Autobombe, Sprengstoff      | Militärgebäude           | 0    | 36        | Libanesischer Bürgerkrieg             |
| 02. Juli 1988 | Südafrika        | Anschlag in Johannesburg      | African National Congress | nationalistisch, sozialdemokratisch                                     | Autobombe                   | Ellis-Park-Stadion       | 2    | 39        | Apartheid                             |
| 05. Juli 1988 | Peru             | Anschlag in Huamanga          | Leuchtender Pfad          | marxistisch-leninistisch-maoistisch                                     | Sprengstoff                 | Tanzsaal                 | 0    | 29        | Bewaffneter Konflikt in Peru          |
| 08. Juli 1988 | Afghanistan      | Anschlag in Dschalalabad      |                           |                                                                         | Autobombe                   | Theater                  | 31   | 13        | Krieg in Afghanistan                  |
| 10. Juli 1988 | Indien           | Anschlag in Nagaon            | ULFA                      | autonomistisch, assamesisch-nationalistisch, marxistisch, sozialistisch |                             | Kino                     | 0    | 50        | Assam-Konflikt                        |
| 11. Juli 1988 | Griechenland     | Anschlag in Athen             | Abu-Nidal-Organisation    | autonomistisch-palästinensisch                                          | Schusswaffen                | Schiff "City of Poros"   | 9    | 98        | Israelisch-Palästinensischer Konflikt |
| 13. Juli 1988 | Deutschland      | Anschlag in Duisburg          | IRA                       | autonomistisch, irisch-republikanisch, katholisch                       | Sprengstoff                 | Britische Militärkaserne | 0    | 9         | Nordirlandkonflikt                    |
| 20. Juli 1988 | Namibia          | Anschlag in Windhoek-Katutura | SWAPO                     | marxistisch-leninistisch                                                | Sprengstoff                 | Militärfahrzeug          | 1    | 20        | Namibischer Befreiungskampf           |
| 22. Juli 1988 | Libanon          | Anschlag in Beirut            |                           |                                                                         | Sprengstoff                 | Kontrollpunkt            | 7    | 50        | Libanesischer Bürgerkrieg             |
| 27. Juli 1988 | El Salvador      | Anschlag in Zacatecoluca      | FMLN                      | marxistisch-leninistisch                                                | Automatische Schusswaffe(n) | Militärfahrzeuge         | 20   | 0         | Salvadorianischer Bürgerkrieg         |
| 30. Juli 1988 | Südafrika        | Anschlag in Gauteng           | African National Congress | nationalistisch, sozialdemokratisch                                     | Sprengstoff                 | Einkaufszentrum          | 1    | 59        | Apartheid                             |

## August
| Datum/Beginn    | Betroffenes Land       | Anschlag                  | Täter                      | Politische Ausrichtung                                             | Mittel                      | Ziel                              | Tote | Verletzte | Hintergrund                           |
| --------------- | ---------------------- | ------------------------- | -------------------------- | ------------------------------------------------------------------ | --------------------------- | --------------------------------- | ---- | --------- | ------------------------------------- |
| 02. August 1988 | Nicaragua              | Anschlag in Chinandega    | RN                         |                                                                    | Automatische Schusswaffe(n) | Boot                              | 2    | 27        | Contra-Krieg                          |
| 02. August 1988 | Vereinigtes Königreich | Anschlag in London        | IRA                        | autonomistisch, irisch-republikanisch, katholisch                  | Sprengstoff                 | Kaserne                           | 1    | 14        | Nordirlandkonflikt                    |
| 03. August 1988 | Vereinigtes Königreich | Anschlag in Lisburn       | IRA                        | autonomistisch, irisch-republikanisch, katholisch                  | Sprengstoff                 | Einkaufszentrum                   | 1    | 18        | Nordirlandkonflikt                    |
| 05. August 1988 | Deutschland            | Anschlag in Düsseldorf    | IRA                        | autonomistisch, irisch-republikanisch, katholisch                  | Sprengstoff                 | Britische Militärkaserne          | 0    | 4         | Nordirlandkonflikt                    |
| 12. August 1988 | Indien                 | Anschlag in Panchkula     | Sikh-Extremisten           |                                                                    | Sprengstoff                 | Bus                               | 3    | 20        |                                       |
| 17. August 1988 | Sri Lanka              | Anschlag in Trincomalee   | LTTE                       | autonomistisch, tamilisch-sozialistisch                            | Sprengstoff                 | Markt                             | 10   | 26        | Bürgerkrieg in Sri Lanka              |
| 20. August 1988 | Israel                 | Anschlag in Haifa         | Abu-Nidal-Organisation     | autonomistisch-palästinensisch                                     | Sprengstoff                 | Fußgängerzone                     | 1    | 25        | Israelisch-Palästinensischer Konflikt |
| 20. August 1988 | Vereinigtes Königreich | Anschlag nahe Ballygawley | PIRA                       | autonomistisch, irisch-katholisch                                  | Sprengsatz                  | Britische Soldaten in Bus         | 8    | 28        | Nordirlandkonflikt                    |
| 23. August 1988 | Südafrika              | Anschlag in East London   |                            |                                                                    | Sprengstoff                 | Bar                               | 0    | 25        |                                       |
| 23. August 1988 | Kolumbien              | Anschlag in Córdoba       | FARC-EP                    | marxistisch-leninistisch, bolivarianistisch, links-nationalistisch | Automatische Schusswaffe(n) | Militär- und Polizeihauptquartier | 39   | 0         | Bewaffneter Konflikt in Kolumbien     |
| 25. August 1988 | Zaire                  | Anschlag in Orientale     | Congolese Liberation Party |                                                                    | Automatische Schusswaffen   | Polizeiposten                     | 28   | 0         |                                       |
| 27. August 1988 | Indien                 | Anschlag in Punjab        | Sikh-Extremisten           |                                                                    | Sprengstoff                 | Krankenhaus                       | 1    | 26        |                                       |
| 27. August 1988 | Indien                 | Anschlag in Punjab        |                            |                                                                    | Sprengstoff                 | Markt                             | 1    | 23        |                                       |
| 31. August 1988 | Südafrika              | Anschlag in Johannesburg  |                            |                                                                    | Sprengstoff                 | Regierungsgebäude                 | 0    | 23        |                                       |

## September
| Datum/Beginn       | Betroffenes Land       | Anschlag                            | Täter                   | Politische Ausrichtung                            | Mittel                      | Ziel            | Tote | Verletzte | Hintergrund                   |
| ------------------ | ---------------------- | ----------------------------------- | ----------------------- | ------------------------------------------------- | --------------------------- | --------------- | ---- | --------- | ----------------------------- |
| 06. September 1988 | Sri Lanka              | Anschlag in Colombo                 | JVP                     | kommunistisch, marxistisch-leninistisch           | Sprengstoff                 | Restaurant      | 5    | 40        | Bürgerkrieg in Sri Lanka      |
| 07. September 1988 | Vereinigtes Königreich | Anschlag in Coagh                   | IRA                     | autonomistisch, irisch-republikanisch, katholisch | Sprengstoff                 | Polizeistation  | 0    | 12        | Nordirlandkonflikt            |
| 07. September 1988 | Indien                 | Anschlag in Punjab                  | Sikh-Extremisten        |                                                   | Automatische Schusswaffe(n) | Bahnhof, Zug    | 12   | 20        |                               |
| 11. September 1988 | Afghanistan            | Anschlag in Kabul                   |                         |                                                   | Sprengstoff                 |                 | 10   | 40        | Krieg in Afghanistan          |
| 12. September 1988 | Vereinigtes Königreich | Anschlag in Belfast                 | IRA                     | autonomistisch, irisch-republikanisch, katholisch | Autobombe                   | Stadthalle      | 0    | 12        | Nordirlandkonflikt            |
| 13. September 1988 | Lesotho                | Anschlag in Maseru                  | Lesotho Liberation Army |                                                   | Automatische Schusswaffe(n) | Nonnen in Bus   | 4    | 11        |                               |
| 13. September 1988 | Indien                 | Anschlag in Sirhind-Fatehgarh Sahib | Sikh-Extremisten        |                                                   | Automatische Schusswaffe(n) | Markt           | 0    | 20        |                               |
| 20. September 1988 | Libanon                | Anschlag in Beirut                  |                         |                                                   | Autobombe                   | Einkaufszentrum | 5    | 38        | Libanesischer Bürgerkrieg     |
| 23. September 1988 | El Salvador            | Anschlag in Morazán                 | FMLN                    | marxistisch-leninistisch                          | Automatische Schusswaffe(n) | Militäreinheit  | 25   | 0         | Salvadorianischer Bürgerkrieg |
| 27. September 1988 | Peru                   | Anschlag in Junín                   | Leuchtender Pfad        | marxistisch-leninistisch-maoistisch               | Automatische Schusswaffe(n) | Militäreinheit  | 22   | 0         | Bewaffneter Konflikt in Peru  |
| 29. September 1988 | Uganda                 | Anschlag in Kumi                    | UPA                     |                                                   | Automatische Schusswaffe(n) | Bar             | 23   | 0         |                               |

## Oktober
| Datum/Beginn     | Betroffenes Land | Anschlag                            | Täter | Politische Ausrichtung                  | Mittel                              | Ziel                         | Tote | Verletzte | Hintergrund               |
| ---------------- | ---------------- | ----------------------------------- | ----- | --------------------------------------- | ----------------------------------- | ---------------------------- | ---- | --------- | ------------------------- |
| 10. Oktober 1988 | Sri Lanka        | Anschlag in der Nord-Zentralprovinz | LTTE  | autonomistisch, tamilisch-sozialistisch | Automatische Schusswaffe(n), Messer | Dorf                         | 45   | 17        | Bürgerkrieg in Sri Lanka  |
| 14. Oktober 1988 | Libanon          | Anschlag in Beirut                  |       |                                         | Autobombe, Sprengstoff              | Kontrollpunkt, Straßensperre | 5    | 56        | Libanesischer Bürgerkrieg |
| 18. Oktober 1988 | Pakistan         | Anschlag in Charsadda               |       |                                         | Sprengstoff                         | Hotel                        | 7    | 25        |                           |
| 24. Oktober 1988 | Südafrika        | Anschlag in eMalahleni              |       |                                         | Sprengstoff                         | Supermarkt                   | 2    | 42        |                           |
| 25. Oktober 1988 | Sri Lanka        | Anschlag in Colombo                 | JVP   | kommunistisch, marxistisch-leninistisch | Sprengstoff                         | Parteibüro                   | 7    | 70        | Bürgerkrieg in Sri Lanka  |

## November
| Datum/Beginn      | Betroffenes Land | Anschlag                  | Täter                                           | Politische Ausrichtung                                             | Mittel                                  | Ziel                                            | Tote | Verletzte | Hintergrund                       |
| ----------------- | ---------------- | ------------------------- | ----------------------------------------------- | ------------------------------------------------------------------ | --------------------------------------- | ----------------------------------------------- | ---- | --------- | --------------------------------- |
| 01. November 1988 | Indien           | Anschlag in Jammu         | Babbar Khalsa                                   | autonomistisch-sikhistisch                                         | Sprengstoff                             | Bus                                             | 14   | 50        |                                   |
| 01. November 1988 | Peru             | Anschlag in Huamanga      | Leuchtender Pfad                                | marxistisch-leninistisch-maoistisch                                | Sprengstoff                             | Tanzsaal                                        | 0    | 26        | Bewaffneter Konflikt in Peru      |
| 01. November 1988 | El Salvador      | Anschlag in San Salvador  | FMLN                                            | marxistisch-leninistisch                                           | Automatische Schusswaffe(n), Mörser     | Militärhauptquartier                            | 6    | 29        | Salvadorianischer Bürgerkrieg     |
| 01. November 1988 | Mosambik         | Anschlag nahe Maputo      | Resistência Nacional Moçambicana                | nationalistisch, konservativ                                       | Automatische Schusswaffe(n)             | Zug                                             | 8    | 38        | Mosambikanischer Bürgerkrieg      |
| 03. November 1988 | Indien           | Anschlag in Batala        | Babbar Khalsa                                   | autonomistisch-sikhistisch                                         | Sprengstoff                             | Markt                                           | 17   | 45        |                                   |
| 03. November 1988 | Malediven        | Anschlag in Malé          | PLOTE                                           |                                                                    | Schusswaffe(n)                          | Flughafen, Präsidentenpalast, Militärkaserne(n) | 19   | 100       |                                   |
| 09. November 1988 | Sri Lanka        | Anschlag in Jaffna        |                                                 |                                                                    | Sprengstoff                             | Schule                                          | 4    | 20        | Bürgerkrieg in Sri Lanka          |
| 11. November 1988 | Kolumbien        | Anschlag in Antioquia     | Todesschwadron                                  |                                                                    | Automatische Schusswaffe(n), Granate(n) | Dorf                                            | 43   | 47        | Bewaffneter Konflikt in Kolumbien |
| 16. November 1988 | Peru             | Anschlag in Lima          | Leuchtender Pfad                                | marxistisch-leninistisch-maoistisch                                | Landmine                                | Lastwagen                                       | 12   | 20        | Bewaffneter Konflikt in Peru      |
| 17. November 1988 | Sri Lanka        | Anschlag in Colombo       | JVP                                             | kommunistisch, marxistisch-leninistisch                            | Sprengstoff                             | Parteitreffen                                   | 4    | 75        | Bürgerkrieg in Sri Lanka          |
| 22. November 1988 | Spanien          | Anschlag in Madrid        | Euskadi Ta Askatasuna                           | autonomistisch, baskisch-nationalistisch                           | Autobombe                               | Polizeigebäude                                  | 2    | 45        |                                   |
| 22. November 1988 | Indien           | Anschlag in Haryana       |                                                 |                                                                    | Automatische Schusswaffe(n)             | Dorf                                            | 19   | 25        |                                   |
| 22. November 1988 | Peru             | Anschlag in Amazonas      | Leuchtender Pfad                                | marxistisch-leninistisch-maoistisch                                | Automatische Schusswaffe(n)             | Selbstverteidigungseinheit                      | 68   | 0         | Bewaffneter Konflikt in Peru      |
| 23. November 1988 | Nicaragua        | Anschlag in Chontales     | RN                                              |                                                                    | Automatische Schusswaffe(n)             | Militäreinheit                                  | 22   | 0         | Contra-Krieg                      |
| 24. November 1988 | Guatemala        | Anschlag in Chimaltenango | Organización Revolucionario del Pueblo en Armas |                                                                    | Automatische Schusswaffe(n)             | Bauern                                          | 22   | 0         | Guatemaltekischer Bürgerkrieg     |
| 27. November 1988 | Kolumbien        | Anschlag in Meta          | FARC-EP                                         | marxistisch-leninistisch, bolivarianistisch, links-nationalistisch |                                         | Militäreinheit                                  | 20   | 0         | Bewaffneter Konflikt in Kolumbien |
| 28. November 1988 | Sambia           | Anschlag im Lusaka        |                                                 |                                                                    | Autobombe                               | Parteimitglieder                                | 1    | 0         |                                   |
| 29. November 1988 | Sambia           | Anschlag im Lusaka        |                                                 |                                                                    | Landmine                                | Fahrzeug                                        | 1    | 2         |                                   |

## Dezember
| Datum/Beginn      | Betroffenes Land | Anschlag                | Täter                            | Politische Ausrichtung                  | Mittel                                   | Ziel          | Tote | Verletzte | Hintergrund                   |
| ----------------- | ---------------- | ----------------------- | -------------------------------- | --------------------------------------- | ---------------------------------------- | ------------- | ---- | --------- | ----------------------------- |
| 02. Dezember 1988 | Sri Lanka        | Anschlag in Kadawatha   | JVP                              | kommunistisch, marxistisch-leninistisch | Automatische Schusswaffe(n), Sprengstoff | Kundgebung    | 4    | 100       | Bürgerkrieg in Sri Lanka      |
| 03. Dezember 1988 | Sambia           | Anschlag im Livingstone |                                  |                                         | Autobombe                                | Fahrzeug      | 2    | 16        |                               |
| 09. Dezember 1988 | Mosambik         | Anschlag in Sofala      | Resistência Nacional Moçambicana | nationalistisch, konservativ            | Landmine                                 | Fahrzeug      | 21   | 10        | Mosambikanischer Bürgerkrieg  |
| 13. Dezember 1988 | Sri Lanka        | Anschlag in Colombo     | JVP                              | kommunistisch, marxistisch-leninistisch | Automatische Schusswaffe(n), Sprengstoff | Gefängnis     | 30   | 0         | Bürgerkrieg in Sri Lanka      |
| 16. Dezember 1988 | Sri Lanka        | Anschlag in Colombo     |                                  |                                         | Sprengstoff                              | Kundgebung    | 0    | 30        | Bürgerkrieg in Sri Lanka      |
| 18. Dezember 1988 | Sri Lanka        | Anschlag in Balangoda   | JVP                              | kommunistisch, marxistisch-leninistisch | Sprengstoff                              | Bus           | 3    | 50        | Bürgerkrieg in Sri Lanka      |
| 21. Dezember 1988 |                  | Lockerbie-Anschlag      | Libyen                           |                                         | Sprengstoff                              | Flugzeug      | 270  | 0         |                               |
| 24. Dezember 1988 | Japan            | Anschlag in Okinawa     |                                  |                                         | Tränengas                                | Nachtclub     | 0    | 25        |                               |
| 29. Dezember 1988 | El Salvador      | Anschlag in Usulután    | FMLN                             | marxistisch-leninistisch                | Automatische Schusswaffe(n)              | Militärkonvoi | 1    | 40        | Salvadorianischer Bürgerkrieg |
| 28. Dezember 1988 | Botswana         | Anschlag in Gaborone    |                                  |                                         | Sprengstoff                              | Gebäude       | 1    | 5         |                               |